# Черкасский, Пётр Борисович
Князь Пётр Борисович Черкасский (?—1768) — московский генерал-губернатор (1760—1762), действительный тайный советник.

## Биография
Происходил из княжеского рода Черкасских. Сын князя Бориса Михайловича (1679-1721), комнатного стольника, и его жены Марфы Степановны, урождённой княжны Ромодановской.
В 1718 год] поступил на службу гардемарином. В 1721 году получил звание унтер-лейтенанта, в 1726 году — лейтенанта.
В 1735 году в чине полковника участвовал в русско-турецкой войне 1735—1739. В 1736—1737 годах участвовал во взятии Бахчисарая и штурме крепости Гёзлёв (ныне — Евпатория). Был ранен.
С 15 октября 1740 года — генерал-майор. В 1743 году назначен в Комиссию по рассмотрению Лопухинского дела и в том же году занял должность Новгородского губернатора.
В 1744—1760 годах — командир лейб-гвардии Конного полка. С 5 сентября 1753 года — генерал-поручик; 30 августа 1757 года награждён орденом Св. Александра Невского.
В период с 16 августа 1760 по 17 января 1762 года — московский генерал-губернатор. 
17 апреля 1762 года вышел в отставку в чине генерал-аншефа в знак протеста против заключенного Петром III договора о мире и дружбе с Фридрихом II.

## Семья
Жена — Екатерина Петровна Апраксина, дочь графа П. М. Апраксина, сенатора, президента Юстиц-коллегии. Дети:
- Пётр Петрович (9.06.1722 — 6.04.1723).
- Александр Петрович (ум. 23.05.1734)
- Пётр Петрович; женат с 1749 года на Марии Аврамовне Лопухиной (28.05.1733—07.05.1800[1]), в своей усадьбе Клёново вместо деревянной церкви святителя Николая Чудотворца возвела величественный каменный храм. Похоронена в склепе близ алтаря. Детей не было.
- Михаил Петрович, полковник, владелец усадьбы Черкизово Коломенского уезда; женат на Федосье Львовне Милославской.
- Сергей Петрович; женат с 1790 г. на княжне Татьяне Васильевне Мещерской.
- Марфа Петровна, жена князя Александра Алексеевича Шаховского.
- Наталья Петровна (1728—1778), жена капитана гвардии Степана Степановича Загряжского.